# LG Flex2
LG Flex2 – smartfon firmy LG.

## Specyfikacja techniczna
LG Flex2 został wyposażony w procesor Qualcomm Snapdragon 810 8994 jest to ośmiordzeniowy procesor o taktowaniu 2 GHz na rdzeń. Urządzenie posiada 2 GB RAM-u oraz 16 GB pamięci wewnętrznej, którą można rozszerzyć poprzez kartę pamięci (do 128 GB).

### Wyświetlacz
LG Flex2 posiada ekran stworzony w technologii OLED o przekątnej 5,5 cala. Wyświetlacz posiada rozdzielczość 1080 x 1920 pikseli, co daje zagęszczenie 401 piksela na jeden cal wyświetlacza. Telefon charakteryzuje wygięty ekran telefonu.

### Aparat fotograficzny
Aparat znajdujący się w telefonie ma 13 Mpix, LG w tym modelu zastosowało laserowy autofokus umożliwiający bardzo szybkie robienie zdjęć. Przednia kamera ma rozdzielczość 2.1 Mpx.

### Akumulator
Akumulator litowo-jonowy ma pojemność 3000 mAh.

## Design
LG Flex2 ma wygięty wyświetlacz. Jedną z jego ciekawszych funkcji jest samonaprawiająca się tylna ścianka - potrafi w zaledwie 10 sekund zniwelować rysy powstające podczas codziennego użytkowania.

## Software
LG Flex2 jest seryjnie wyposażony w system Android 5.0 Lollipop z możliwością aktualizacji do Android 6.0.